# Corrine
Corrine is een heterocyclische verbinding met een structuur die verwant is aan de porfyrinering. Ze bestaat ook uit vier aan elkaar gekoppelde, gereduceerde pyrroolgroepen (een tetrapyrrool), maar een van de bruggen ertussen is een rechtstreekse verbinding. In vergelijking met porfyrine is er dus een koolstofatoom minder in de ringstructuur.
De corrine-ring komt voor in cobalamines (vitamine B12), waarin het de kern vormt van de ligand van het kobaltatoom.
Vanwege de ontbrekende dubbele bindingen in de pyrroolgroepen is corrine in tegenstelling tot porfyrine niet aromatisch. Corrolen zijn de aromatische versies van de corrines.